# Borealestes
Il borealeste (gen. Borealestes) è un mammaliaforme estinto, appartenente ai docodonti. Visse nel Giurassico medio (Batoniano, circa 168 - 165 milioni di anni fa) e i suoi resti fossili sono stati ritrovati in Europa.

## Descrizione
Questo animale doveva essere delle dimensioni e dell'aspetto di un toporagno, ma è noto principalmente per fossili incompleti di mandibole e denti (sia inferiori che superiori). Borealestes era dotato, come tutti i docodonti, di denti postcanini con due serie di cuspidi, e si differenziava da altri generi simili come Docodon per alcune caratteristiche dei denti e della mandibola, tra cui i molari superiori dotati di una fovea anteriore caratteristica e della convergenza del canale di Meckel con il margine ventrale della mandibola. 

## Classificazione
I primi fossili di Borealestes vennero scoperti sull'isola di Skye, in Scozia, e inizialmente vennero attribuiti al genere Stereognathus, un tritilodontide. Solo successivamente vennero riconosciute affinità con Docodon, un "mammifero" arcaico; la specie tipo è Borealestes serendipitus, ma nel 2021 è stata descritta anche la specie B. cuillinensis, anch'essa del Batoniano dell'Isola di Skye. La specie B. mussettae, rinvenuta nell'Oxfordshire in Inghilterra e basata su denti molariformi dalla struttura peculiare, è stata in seguito riassegnata a un genere a sé stante, Dobunnodon.

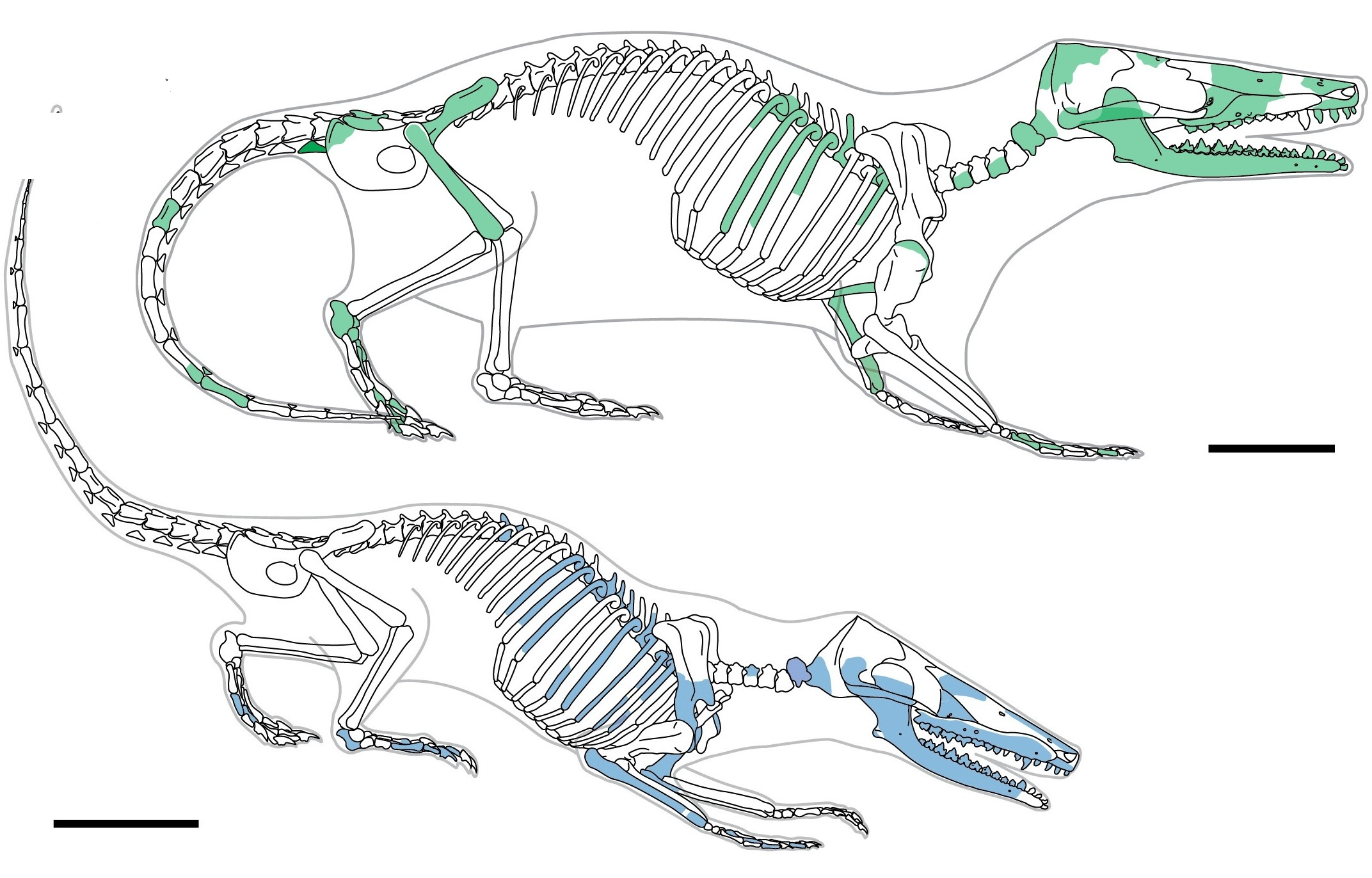
Ricostruzione degli scheletri di Borealestes serendipitus (verde) e di B. cuillinensis (blu)

Borealestes è un membro dei docodonti, un gruppo di mammaliaformi affini ai mammiferi, molto diversificati. In particolare, alcune ricerche indicano che Borealestes era parte di un clade insieme a Docodon, Docofossor e Haldanodon (Panciroli et al., 2019).

## Paleobiologia
La variazione ontogenetica della mandibola di Borealestes è simile a quella riscontrata in Docodon e in Haldanodon; negli individui più anziani il solco di Meckel subiva un progressivo spostamento nella parte posteriore della mandibola (Panciroli et al., 2019).